# Michelau in Oberfranken
Michelau in Oberfranken település Németországban, azon belül Bajorországban. Lakosainak száma 6168 fő (2023. december 31.).

## Népesség
A település népessége az elmúlt években az alábbi módon változott:
| Lakosok száma | 1562 | 4210 | 3718 | 6368 | 6474 | 6359 | 6327 | 6344 | 6275 | 6168 |
|               | 1875 | 1950 | 1975 | 1987 | 2012 | 2014 | 2016 | 2017 | 2021 | 2023 |